# Thomas Chirault
Thomas Gino Michel Jérôme Chirault (né le 15 septembre 1997 à Corbie en France) est un archer français.  

## Biographie
Thomas Chirault décroche sa première médaille internationale majeure en 2017 lorsqu'il remporte la médaille d'or par équipe lors de la 4e manche de Coupe du monde à Berlin. Plus tard cette même année, il devient vice-champion du monde par équipe en compagnie de Jean-Charles Valladont et Pierre Plihon.

## Palmarès
- Jeux olympiques de 2024 à Paris (France)
  -  Médaille d'argent par équipe
- Championnats du monde[5]
  -  Médaille d'argent : épreuve par équipe homme aux championnats du monde 2017 à Mexico.
- Coupe du monde[5]
  -  Médaille d'or : épreuve par équipe homme lors de la coupe du monde 2017 de Berlin.
  -  Médaille de bronze : épreuve individuelle homme lors de la coupe du monde 2018 de Salt Lake City.
- Championnats d'Europe[5]
  -  Médaille d'or : épreuve par équipe homme aux championnats d'Europe junior 2016 de Bucarest.
  -  Médaille d'argent : épreuve mixte aux championnats d'Europe 2018 de Legnica.
- Championnats d'Europe en salle[5]
  -  Médaille d'or : épreuve par équipe homme aux championnats d'Europe en salle 2017 de Vittel.
  -  Médaille d'or : épreuve par équipe homme aux championnats d'Europe en salle 2022 de Laško[6].
  -  Médaille d'argent : épreuve individuelle homme aux championnats d'Europe en salle 2017 de Vittel.
- Jeux européens[5]
  -  Médaille d'or : épreuve par équipe homme aux Jeux européens de 2019 à Minsk.
- Grand Prix Asiatique
  -  Médaille d'or : épreuve mixte lors de l'Asia Cup 2018 à Bangkok.
  -  Médaille d'argent : épreuve individuelle lors de l'Asia Cup 2018 à Bangkok.
  -  Médaille de bronze : épreuve par équipe lors de l'Asia Cup 2018 à Bangkok.
- Jeux mondiaux militaires
  -  Médaille de bronze : épreuve par équipe mixte aux Jeux mondiaux militaires de 2019 à Wuhan[7].
  -  Médaille de bronze : épreuve par équipe mixte valide/handisport aux Jeux mondiaux militaires de 2019 à Wuhan[7].

## Décorations
- Chevalier de l'ordre national du Mérite (2024)[8]